# Íngrid Alexandra de Noruega
Íngrid Alexandra de Noruega   (Rikshospitalet, 21 de gener de 2004) és la filla gran del príncep Haakon i de la princesa Mette-Marit. És la segona en la línia de successió del seu avi Harald V. És membre de la Casa de Glücksburg i s'espera que sigui la segona monarca dona després de la reina Margarida en el segle xv.

## Naixement i bateig

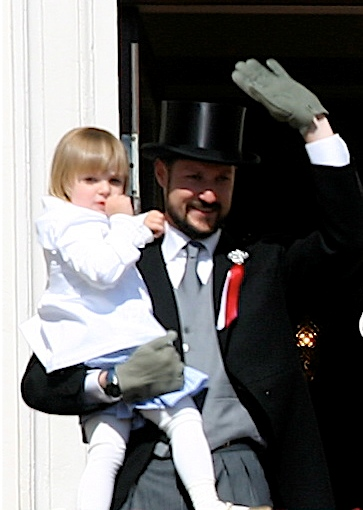
Íngrid Alexandra amb el seu pare el 2007

Va néixer a quan faltaven dos minuts per un quart de deu del matí el 21 de gener de 2004 a Oslo. És la primera i única filla del príncep Haakon, hereu al tron, i la segona neta del rei Harald V i la reina Sonja. La seva mare, la princesa Mette-Marit, té un fill anomenat Marius Borg Høiby, nascut el 1997 d'un matrimoni anterior. Després del seu naixement, la ja ben valorada família reial va experimentar un augment de popularitat.
Va ser batejada pel bisbe Gunnar Stålsett a la capella del Palau Reial el 17 d'abril de 2004. El seu avi el rei, la seva tieta Marta Lluïsa, el príncep hereu de Dinamarca, la princesa hereva de Suècia, l'aleshores príncep d'Astúries i la seva àvia materna Marit Tjessem en van ser els padrins. El príncep hereu de Dinamarca i el príncep d'Astúries no van poder assistir al bateig ja que s'havien de casa al cap d'un mes del bateig.
El 31 d'agost de 2019 va rebre la confirmació a Oslo amb tots els seus padrins presents.

## Formació
Va començar l'escola el 19 d'agost de 2020 a una escola pública on havia anat el seu germanastre. Els seus pares van triar aquesta escola perquè volien que tingués una infantesa tan ordinària com fos possible. Els diaris locals van publicar que anava caminant a l'escola amb el seu germanastre i que els residents locals la podien veure ocasionalment amb els companys de classe en sortides escolars. La direcció de l'escola va dir que esperava que l'escola fos un espai on la princesa pogués fer amics i gaudir sense l'escrutini dels mitjans.
El 17 de juny de 2014, la família reial noruega va notificar que a partir del curs escolar 2014–2015 aniria a una escola privada en anglès a Oslo, perquè els seus pares volien que tingués fluïdea en anglès. El seu germà petit, Sverre Magnus, va ser traslladar a l'escola Montessori.
Va fer l'etapa inicial d'educació secundària a Oslo i la tardor de 2020 començarà l'etapa final també a un centre d'Oslo.

## A la cultura popular
Va ser mencionada a l'episodi de 2010 de Els Simpsons, "Once Upon a Time in Springfield". La professora de Lisa Simpson, que estava cansada de tots els treballs de nenes de la classe sobre princeses com a dones inspiradores va dir que n'hi havia hagut dos de la "bebè princesa Íngrid Alexandra de Noruega".

## Títols, estil i honors
Íngrid Alexandra està estilitzada com a "Sa Altesa Reial la princesa Íngrid Alexandra de Noruega".

### Honors nacionals
- Noruega: Receptora de la Medalla de Jubileu de Plata del Rei Harald V[12][13]